# Apterygon hintoni
Apterygon hintoni är en insektsart som beskrevs av Clay 1966. Apterygon hintoni ingår i släktet Apterygon och familjen spolätare. Inga underarter finns listade i Catalogue of Life.